# Chlorochlamys curvifera
Chlorochlamys curvifera là một loài bướm đêm trong họ Geometridae.